# Agrias tuschana
Agrias tuschana är en fjärilsart som beskrevs av Anton Heinrich Fassl 1924. Agrias tuschana ingår i släktet Agrias och familjen praktfjärilar. Inga underarter finns listade i Catalogue of Life.